# Serie A1 2007-2008 (pallamano maschile)
La Serie A1 è stata la seconda divisione del campionato italiano di pallamano maschile per la stagione sportiva 2007-2008.
Il campionato fu vinto dalla Pallamano Teramo. 

## Formula

### Fase regolare
È stato disputato un girone composto da 12 squadre con partite di andata e ritorno. La squadra classificata al primo posto al termine della stagione è stata promossa in Serie A Élite.
La squadra classificata al 12º posto al termine della stagione fu retrocessa in serie A2 nella stagione successiva.

## Squadre partecipanti
- Bozen
- Rapid Nonantola
- Mezzocorona
- Pressano
- Noci
- Cologne

- Alcamo
- Haenna
- Romagna
- Castenaso
- Ambra
- Dorica Ancona

## Classifica
|  | Pos. | Squadra         | Pt | G  | V  | N | S  | GF  | GS  | D   |
|  | ---- | --------------- | -- | -- | -- | - | -- | --- | --- | --- |
|  | 1.   | Teramo          | 43 | 22 | 14 | 1 | 7  | 677 | 638 | +39 |
|  | 2.   | Bozen           | 41 | 22 | 13 | 2 | 7  | 679 | 603 | +76 |
|  | 3.   | Cologne         | 37 | 22 | 12 | 2 | 9  | 651 | 629 | +22 |
|  | 4.   | Dorica Ancona   | 36 | 22 | 12 | 0 | 10 | 664 | 655 | +9  |
|  | 5.   | Mezzocorona     | 34 | 22 | 11 | 1 | 10 | 686 | 669 | +17 |
|  | 6.   | Romagna         | 34 | 22 | 11 | 1 | 10 | 577 | 583 | -6  |
|  | 7.   | Rapid Nonantola | 32 | 22 | 10 | 2 | 10 | 592 | 579 | +13 |
|  | 8.   | Noci            | 29 | 22 | 9  | 2 | 11 | 640 | 627 | +13 |
|  | 9.   | Pressano        | 29 | 22 | 9  | 2 | 11 | 592 | 649 | -57 |
|  | 10.  | Ambra           | 28 | 22 | 9  | 1 | 12 | 585 | 597 | -12 |
|  | 11.  | Alcamo          | 23 | 22 | 7  | 2 | 13 | 604 | 638 | -34 |
|  | 12.  | Haenna          | 22 | 22 | 7  | 1 | 14 | 596 | 676 | -80 |

Legenda:

      Promozione
      Retrocessione

## Verdetti
- :  Teramo promossa in Serie A Élite 2008-2009
- Haenna,  Alcamo,  Ambra: retrocesse in Serie A2 2008-2009.